# Box Canyon-Amistad
Box Canyon-Amistad é uma Região censo-designada localizada no estado norte-americano de Texas, no Condado de Val Verde.

## Demografia
Segundo o censo norte-americano de 2000, a sua população era de 76 habitantes.

## Geografia
De acordo com o United States Census Bureau tem uma área de 
10,4 km², dos quais 10,4 km² cobertos por terra e 0,0 km² cobertos por água.

## Localidades na vizinhança
O diagrama seguinte representa as localidades num raio de 40 km ao redor de Box Canyon-Amistad. 